# Melvyn Richardson
Melvyn Richardson, född 31 januari 1997 i Marseille, är en fransk handbollsspelare, som spelar för FC Barcelona och det franska landslaget. Han är vänsterhänt och spelar som högernia. 2018 var han med och vann EHF Champions League med Montpellier HB, och 2022 och 2024 med FC Barcelona. 2024 blev han ustedd till MVP i EHF Champions League’s final four.
Han är son till den tidigare handbollsspelaren Jackson Richardson.

## Utmärkelser
- Riddare av Hederslegionen,  8 september 2021[5]

[Redigera Wikidata]